# Mokke
Mokke (もっけ?), è un manga scritto e illustrato dal mangaka Takatoshi Kumakura e serializzato nella rivista Afternoon Season Zoukan dall'agosto del 2000. Le pubblicazioni della rivista sono state sospese dopo il suo 14º numero ed il fumetto è continuato dal marzo 2003 sulla rivista Afternoon. Dal manga è stato tratto un anime grazie allo studio Madhouse nel 2007.

## Trama
La storia narra di due sorelle: Mizuki viene perseguitata dai fantasmi e sua sorella maggiore Shizuru è l'unica che riesca a vederli. I loro genitori decidono allora di lasciare le due ragazze alla cura dei nonni che vivono lontano dalla città. Arrivati in quel tranquillo luogo immerso nella natura Shizuru e Mizuki iniziano ad imparare l'importanza della coesistenza con la natura e con questi fantasmi.

## Episodi
| Nº | Giapponese 「Kanji」 - Rōmaji          | In onda          | In onda |
| Nº | Giapponese 「Kanji」 - Rōmaji          | Giapponese       |         |
| 1  | 「ミコシ」 - Mikoshi                   | 2 ottobre 2007   |         |
| 2  | 「ナガレイズナ」 - Nagare Izuna        | 9 ottobre 2007   |         |
| 3  | 「オクリモノ」 - Okurimono             | 16 ottobre 2007  |         |
| 4  | 「ワライヤミ」 - Waraiyami             | 23 ottobre 2007  |         |
| 5  | 「ヒヨリモウシ」 - Hiyori mōshi        | 30 ottobre 2007  |         |
| 6  | 「ケセランパサラン」 - Kesaran Pasaran | 6 novembre 2007  |         |
| 7  | 「ジャタイ」 - Jatai                   | 13 novembre 2007 |         |
| 8  | 「ヤマウバ」 - Yamauba                 | 20 novembre 2007 |         |
| 9  | 「エンエンラ」 - Enenra                | 27 novembre 2007 |         |
| 10 | 「カマイタチ」 - Kamaitachi            | 4 dicembre 2007  |         |
| 11 | 「ダイマナコ」 - Daimanako             | 11 dicembre 2007 |         |
| 12 | 「マジモノ」 - Majimono                | 18 dicembre 2007 |         |
| 13 | 「マメオトコ」 - Mameotoko             | 8 gennaio 2008   |         |
| 14 | 「ツエザクラ」 - Tsuezakura            | 15 gennaio 2008  |         |
| 15 | 「ミノムシ」 - Minomushi               | 22 gennaio 2008  |         |
| 16 | 「ソラバヤシ」 - Sorabayashi           | 29 gennaio 2008  |         |
| 17 | 「スダマガエシ」 - Sudamagaeshi        | 5 febbraio 2008  |         |
| 18 | 「バタバタ」 - Batabata                | 12 febbraio 2008 |         |
| 19 | 「メクラベ」 - Mekurabe                | 19 febbraio 2008 |         |
| 20 | 「カミナリガリ」 - Kaminari Gari       | 26 febbraio 2008 |         |
| 21 | 「テオイモノ」 - Teoimono              | 4 marzo 2008     |         |
| 22 | 「イナバヤマ」 - Inabayama             | 11 marzo 2008    |         |
| 23 | 「ロクサン」 - Rokusan                 | 18 marzo 2008    |         |
| 24 | 「オモカゲ」 - Omokage                 | 25 marzo 2008    |         |
| 25 | 「トオリカゼ」 - Toorikaze             | 25 gennaio 2008  |         |
| 26 | 「ミツアシガエル」 - Mitsua Shigaeru   | 23 maggio 2008   |         |